# 당시선
〈당시선〉(唐詩選)은 명대(明代)의 서적상이 당시의 저명한 문학자 이반룡(李攀龍, 1514-1570)의 이름을 빌어 편집한 7권짜리 서적이다.
456수를 수록하고 있으나, 초·성당(初盛唐)의 시를 많이 수록하여 약간 편파적이다. 격정적인 시가 많이 수집되어 있다.